# Округ Бентон (Арканзас)
Округ Бентон (енгл. Benton County) је округ у америчкој савезној држави Арканзас. По попису из 2010. године број становника је 221.339. Седиште округа је град Bentonville.

## Демографија
Према попису становништва из 2010. у округу је живело 221.339 становника, што је 67.933 (44,3%) становника више него 2000. године.
| Група             | 2000.           | 2010.           |
| Белци             | 133.094 (86,8%) | 169.605 (76,6%) |
| Афроамериканци    | 629 (0,4%)      | 2.814 (1,3%)    |
| Азијати           | 1.673 (1,1%)    | 6.319 (2,9%)    |
| Хиспаноамериканци | 13.469 (8,8%)   | 34.283 (15,5%)  |
| Укупно            | 153.406         | 221.339         |